# Nagykovácsi
Nagykovácsi é uma vila da Hungria, situada no condado de Peste. Tem 27,67 km² de área e sua população em 2019 foi estimada em 7.850 habitantes.